# Młyn Żytni w Szamotułach

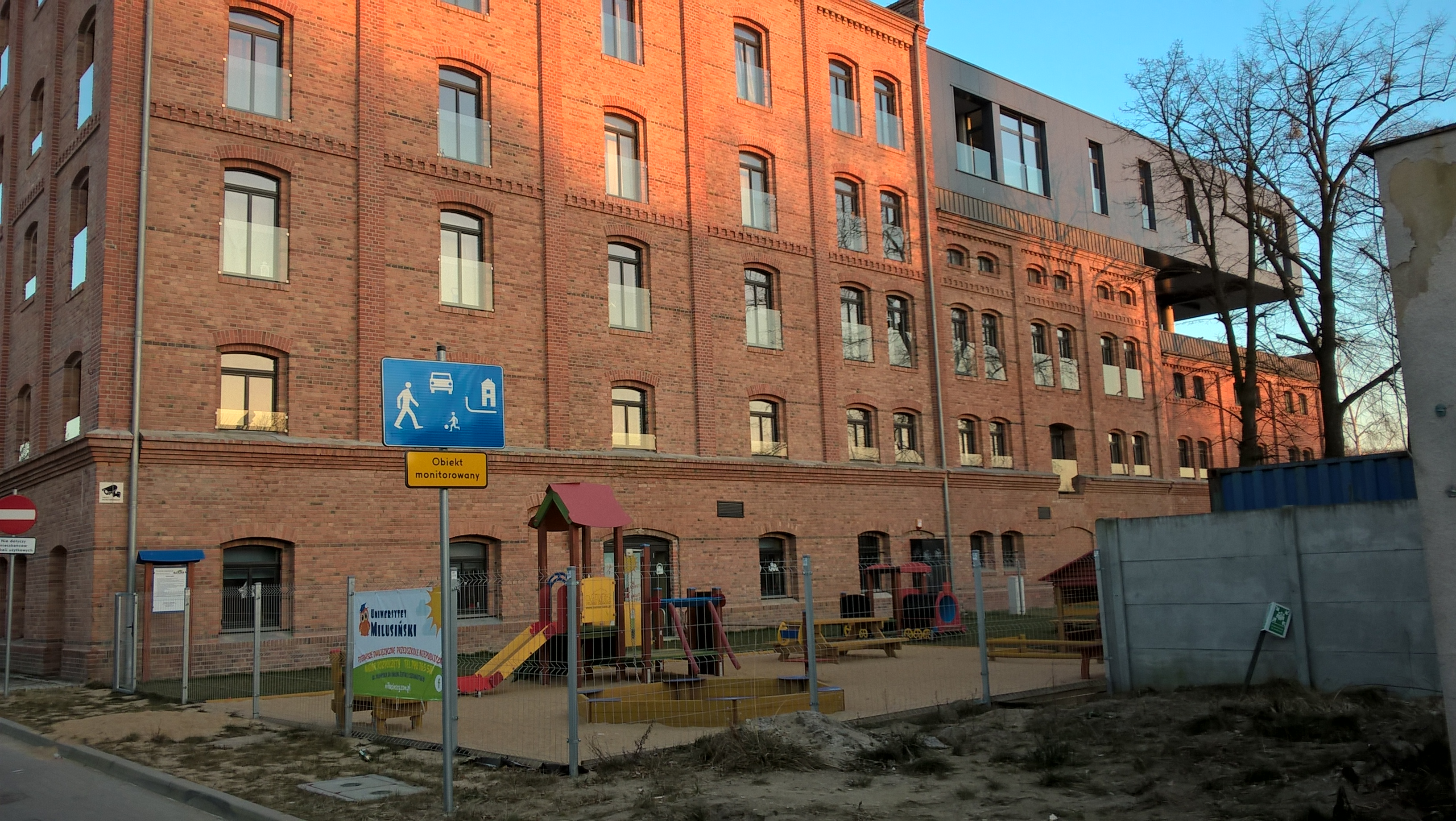
Młyn Żytni w Szamotułach – widok od ulicy Młyńskiej

Młyn Żytni w Szamotułach – dawny młyn zbudowany w roku 1905 dla Gorzelańczyka. Kolejnymi właścicielami byli Janiszewski, Sosnowski, Litwiński (w latach 1923–1931). W latach od 1931 do 1933 nieczynny, a następnie do 1939 użytkowany przez firmę Cerealia z Poznania, która ówcześnie była właścicielem między innymi jednego z najnowocześniejszych wtedy młynów – tak zwanej „Hermanki” w Poznaniu. Po II wojnie światowej własność skarbu państwa, produkował mąki żytnie, wchodził w skład Zespołu Spichrzy i Młynów w Szamotułach (młyn nr 10). Następnie obiekt funkcjonował do ok. 2006 roku jako młyn prywatny. W 2013 roku rozpoczęła się rewitalizacja obiektu wraz ze zmianą przeznaczenia na funkcje mieszkaniowe. Gotowy obiekt został oddany do użytku w 2014 roku.

## Architektura

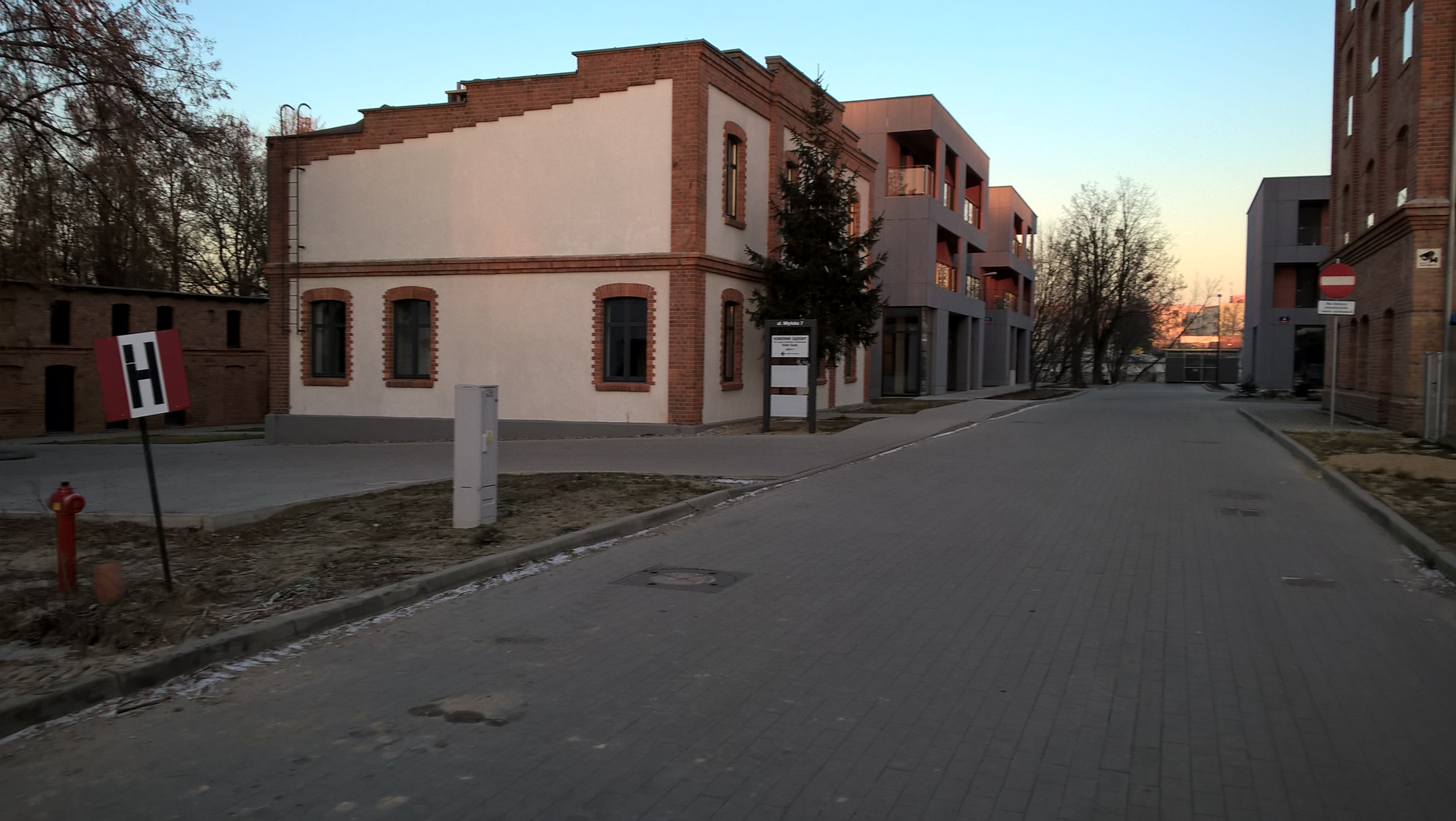
Osiedle Młyn Żytni Szamotuły – widok na dawny dom młynarza i wille miejskie

Budynek zbudowany jako pięciokondygnacyjny (wysokość 18 metrów). Od strony południowej w środku czterokondygnacyjna przybudówka (wys. 12 metrów), a następnie kolejna trzykondygnacyjna (wys. 9 metrów). Ściany wykonane z cegły pełnej, natomiast dach i stropy w konstrukcji drewnianej. W 2014 roku dokonano przebudowy budynku i adaptacji na mieszkania. Nad częścią środkową i niską została wykonana nadbudowa o powierzchni ok. 300 m². W wyniku przebudowy powstały 24 mieszkania oraz lokale handlowe.

## II Etap
Po ukończeniu pierwszego etapu (rewitalizacji młyna) rozpoczęto budowę dwóch willi miejskich (w każdej z nich znajdują się po 4 mieszkania i 2 lokale usługowe) oraz budynku tak zwanego tasiemca z 18 mieszkaniami i 6 lokalami usługowymi. Etap został zakończony w 2016 roku. W drugim etapie inwestycji dokonano również rewitalizacji dawnego domu młynarza, w którym obecnie znajdują się biura.

## Nagrody i wyróżnienia
6 miejsce w plebiscycie Bryła roku 2015.
1 miejsce w plebiscycie Polska Architektura 2015 roku w kategorii obiekty mieszkaniowe.